# MacDonald Ngwa Niba
MacDonald Ngwa Niba (Buéa, 8 agosto 1994) è un calciatore camerunese, difensore del Doğan Türk.

## Carriera

### Club
Il 7 febbraio 2017 viene acquistato a titolo definitivo dalla squadra slovacca del Nitra.

## Palmarès

### Club

#### Competizioni nazionali
- Coppa d'Ungheria: 1

Honvéd: 2019-2020

### Individuale
- Miglior difensore della League1 Ontario: 1

2016
- Squadra della stagione della League1 Ontario: 1

2016